# ماونتین میشن (ویرجینیای غربی)
ماونتین میشن (به انگلیسی: Mountain Mission) یک منطقهٔ مسکونی در ایالات متحده آمریکا است که در شهرستان جفرسون، ویرجینیای غربی واقع شده‌است.